# Leichtathletik-Weltmeisterschaften 1991/10 km Gehen der Frauen

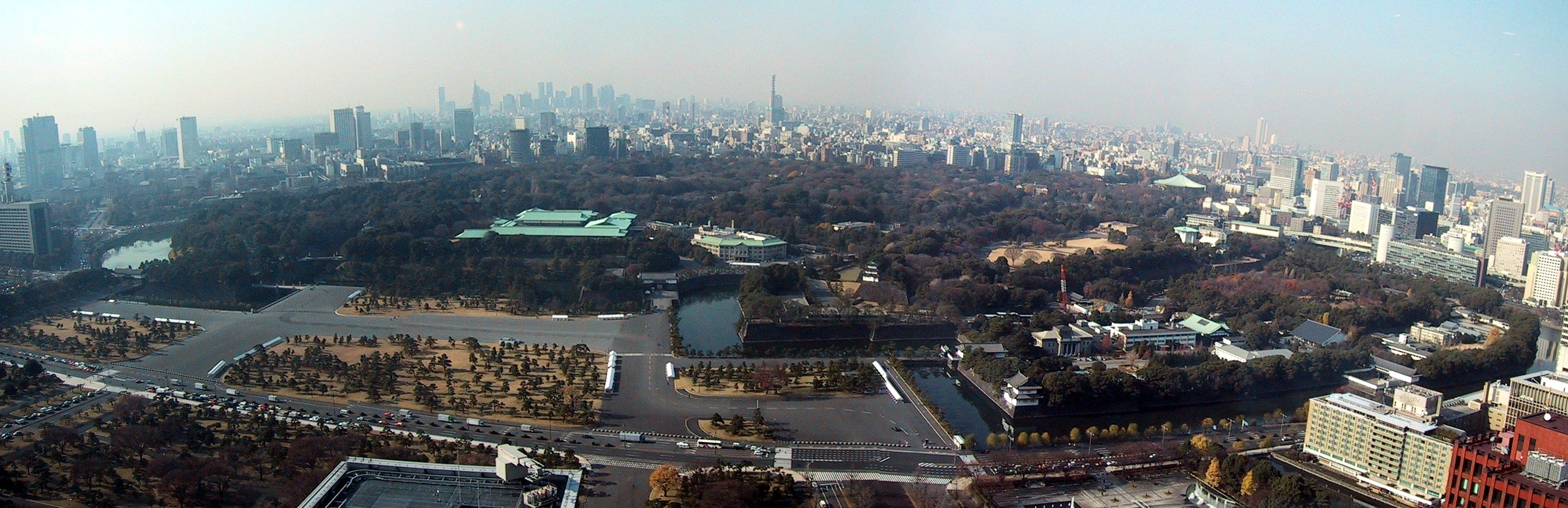
Panoramablick auf den Imperial Palace in Tokio

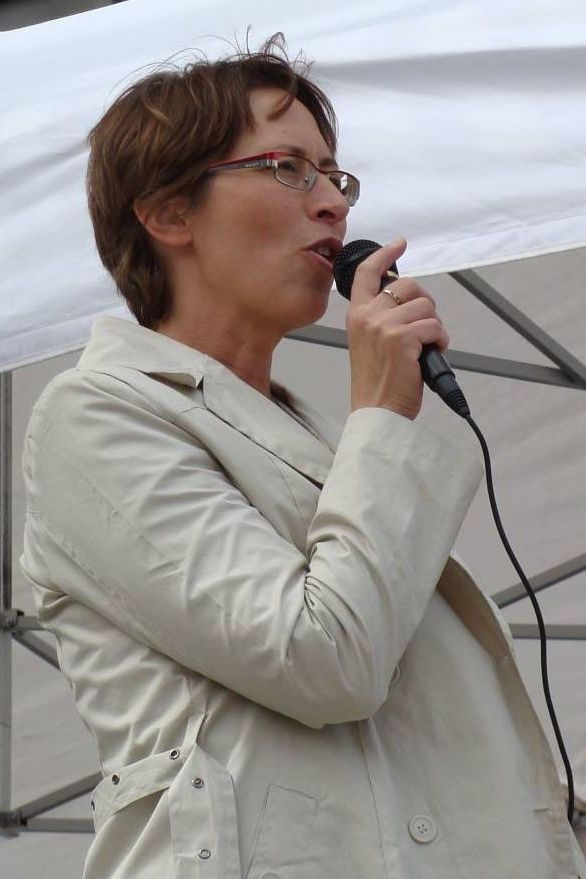
Bronzemedaillen-
gewinnerin Sari Essayah (hier im Jahr 2009) – 1993 wurde sie Weltmeisterin

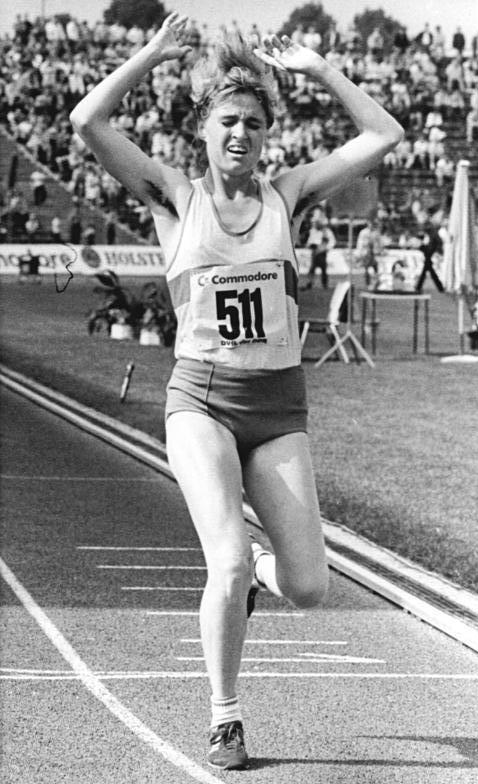
Beate Anders, spätere Beate Gummelt, belegte Rang zehn

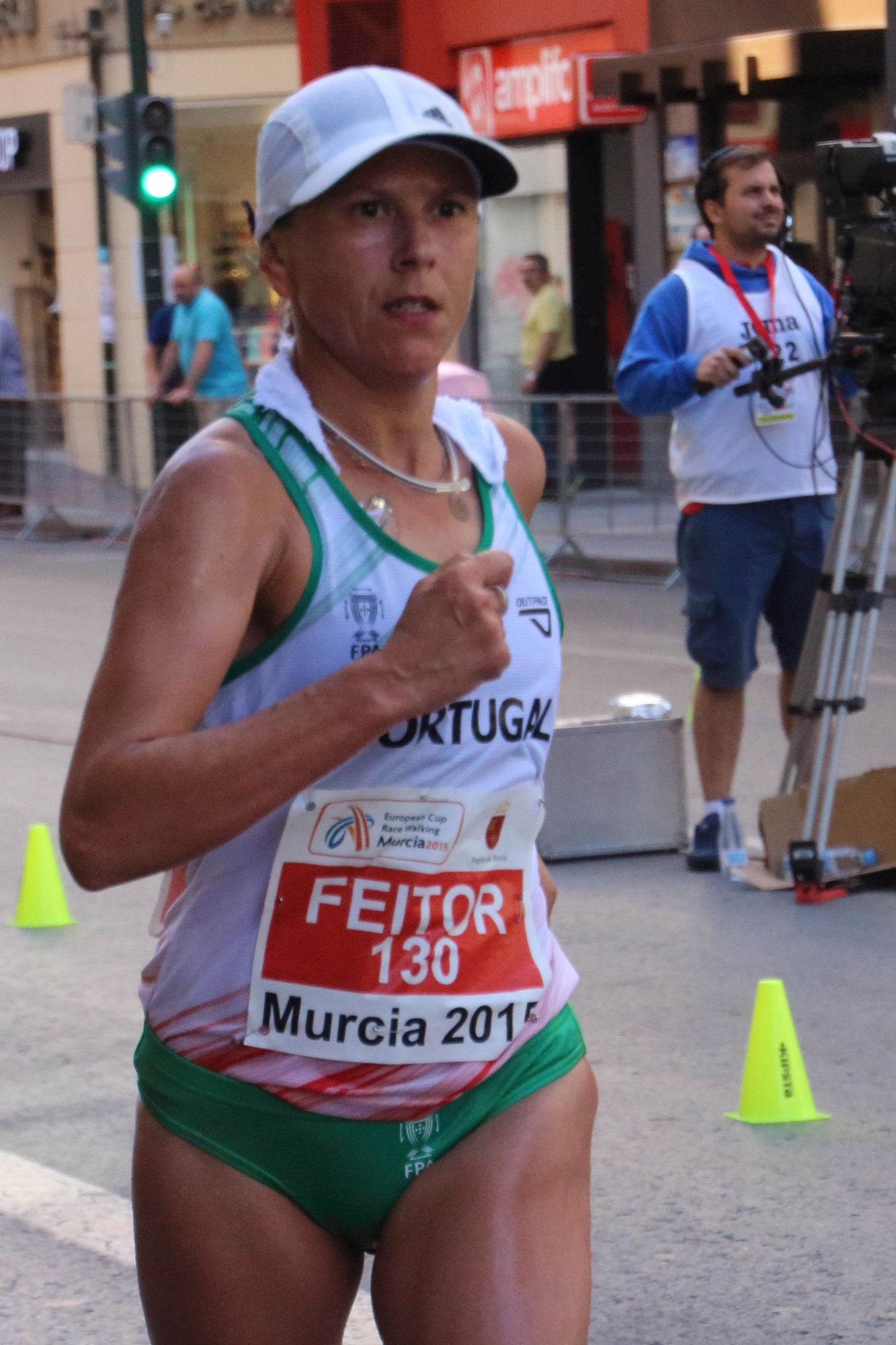
Susana Feitor kam auf den siebzehnten Platz

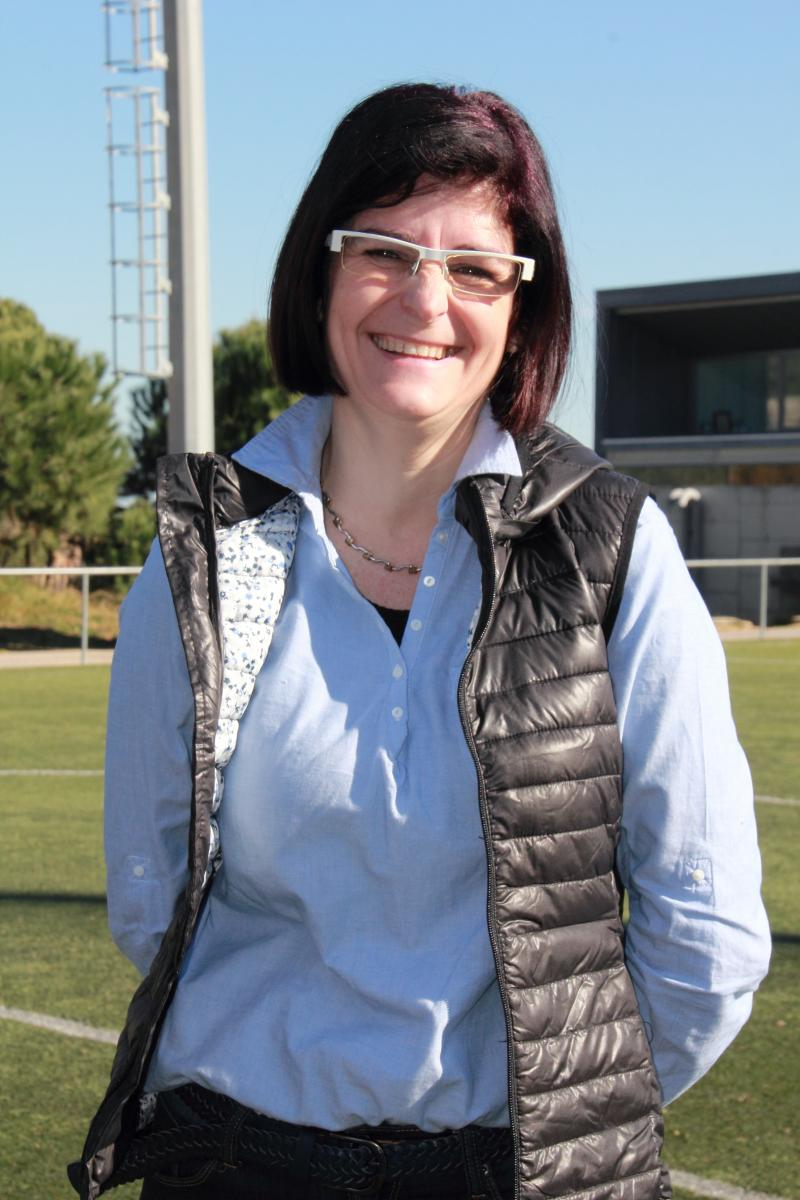
Rang 28 für María Reyes Sobrino (Foto: 2015)

Das 10-km-Gehen der Frauen bei den Leichtathletik-Weltmeisterschaften 1991 wurde am 24. August 1991 in den Straßen der japanischen Hauptstadt Tokio ausgetragen.
Weltmeisterin wurde Alina Iwanowa aus der Sowjetunion. Sie gewann vor der Schwedin Madelein Svensson. Bronze ging an die nur knapp unterlegene Finnin Sari Essayah.

## Rekorde / Bestleistungen

### Bestehende Bestmarken
| Weltbestzeit             | 42:52 min | Kerry Saxby     | Melbourne, Australien   | 4. Mai 1987       |
| Weltmeisterschaftsrekord | 44:12 min | Irina Strachowa | WM 1987 in Rom, Italien | 1. September 1987 |

Anmerkung:
Rekorde wurden damals im Marathonlauf und Straßengehen wegen der unterschiedlichen Streckenbeschaffenheiten mit Ausnahme von Meisterschaftsrekorden nicht geführt.

### Rekordverbesserung
Die sowjetische Weltmeisterin Alina Iwanowa verbesserte den bestehenden WM-Rekord um 1:15 min auf 42:57 min.

## Durchführung
Hier gab es keine Vorrunde, alle 42 Geherinnen traten gemeinsam zum Finale an.

## Ergebnis
24. August 1991, 10:25 Uhr
| Platz | Name                   | Nation              | Zeit (min) |
| ----- | ---------------------- | ------------------- | ---------- |
| 1     | Alina Iwanowa          | Sowjetunion         | 42:57 CR   |
| 2     | Madelein Svensson      | Schweden            | 43:13      |
| 3     | Sari Essayah           | Finnland            | 43:13      |
| 4     | Irina Strachowa        | Sowjetunion         | 43:40      |
| 5     | Kerry Saxby            | Australien          | 44:02      |
| 6     | María Graciela Mendoza | Mexiko              | 44:03      |
| 7     | Ileana Salvador        | Italien             | 44:09      |
| 8     | Chen Yueling           | Volksrepublik China | 44:11      |
| 9     | Annarita Sidoti        | Italien             | 44:18      |
| 10    | Beate Anders           | Deutschland         | 44:35      |
| 11    | Kathrin Born           | Deutschland         | 44:39      |
| 12    | Katarzyna Radtke       | Polen               | 44:42      |
| 13    | Mária Rosza            | Ungarn              | 45:00      |
| 14    | Andrea Alföldi         | Ungarn              | 45:22      |
| 15    | Mari Cruz Díaz         | Spanien             | 45:23      |
| 16    | Emilia Caño            | Spanien             | 45:32      |
| 17    | Susana Feitor          | Portugal            | 45:37      |
| 18    | Maricela Chávez        | Mexiko              | 45:54      |
| 19    | Debbi Lawrence         | USA                 | 45:58      |
| 20    | Betty Sworowski        | Großbritannien      | 45:59      |
| 21    | Pascale Grand          | Kanada              | 46:17      |
| 22    | Sun Yan                | Volksrepublik China | 46:21      |
| 23    | Andrea Brückmann       | Deutschland         | 46:23      |
| 24    | Janice McCaffrey       | Kanada              | 46:33      |
| 25    | Lynn Weik              | USA                 | 46:49      |
| 26    | Ivana Brozmanová       | Tschechoslowakei    | 46:59      |
| 27    | Victoria Herazo        | USA                 | 47:10      |
| 28    | Tina Poitras           | Kanada              | 47:22      |
| 29    | María Reyes Sobrino    | Spanien             | 47:31      |
| 30    | Yūko Satō              | Japan               | 47:37      |
| 31    | Zuzana Zemková         | Tschechoslowakei    | 47:41      |
| 32    | Kamila Holpuchová      | Tschechoslowakei    | 48:06      |
| 33    | María Luz Colín        | Mexiko              | 48:27      |
| 34    | Viera Toporek          | Österreich          | 48:31      |
| 35    | Hideko Hirayama        | Japan               | 48:35      |
| 36    | Isilda Gonçalves       | Portugal            | 48:35      |
| 37    | Fusako Masuda          | Japan               | 48:52      |
| 38    | Helen Elleker          | Großbritannien      | 48:56      |
| 39    | Julie Drake            | Großbritannien      | 49:47      |
| 40    | Hasiati Lawole         | Indonesien          | 50:26      |
| 41    | Magdalena Guzmán       | El Salvador         | 53:44      |
| DSQ   | Jelena Saiko           | Sowjetunion         |            |